# Río Quidico
El río Quidico es un curso natural de agua que fluye en la provincia de Arauco de la Región del Biobío con dirección general norte hasta desembocar en el océano Pacífico.
No debe ser confundido con el estero Quidico que fluye 100 kilómetros más al norte.

## Trayecto
El río nace en el extremo norte de la laguna homónima y se dirige al NO en un trayecto de 3 km para entonces desviarse hacia el norte por otros 2 km y desembocar en la caleta Quidico.

## Laguna Quidico
La laguna que da origen al río es de forma elongada, con un eje mayor de 3 km en dirección sureste a noreste y un ancho que varía en torno a los 200 m. Por el noreste le cae el río Grande o Principal de un largo de 8 km.: 448 
La superficie de la laguna es de 134,51 hectáreas (1,3 km²),: 51  y está ubicada a 2 m s. n. m., con una profundidad promedio de 6,4 m antes de la estación de lluvias.: 82 

## Caudal y régimen
El régimen de caudales es puramente pluvial.

## Historia
Francisco Solano Asta-Buruaga y Cienfuegos escribió en 1899 en su obra póstuma Diccionario Geográfico de la República de Chile sobre el río:
Quidico (Puerto de).-—Situado en la costa del departamento de Cañete por los 38° 14' Lat. y 73° 30' Lon., hacia el SO. de su capital y á unos 15 kilómetros al N. de la boca del río Tirúa. Es de mediano y regular surgidero, abierto un poco al norte y abrigado convenientemente al S. y SO. por un serrijón montuoso que remata en un promontorio escarpado y poco alto, que se llama punta de Nena, nombre que también ha solido darse al puerto. En su fondo desagua un río de su título el cual es de corto curso, procede de una pequeña laguna y de derrames de la falda más occidental de la cordillera de Nahuelvuta, baja hacia el poniente haciendo largos recodos al norte y sur al través de un terreno algo desigual y selvoso y valles más ó menos estrechos, que primitivamente estuvieron habitados por muchos indígenas, y se echa en la ensenada del puerto por dos bocas, bifurcándose poco antes; por estos brazos es vadeable, pero en la parte de arriba es hondo y puede navegarse por lanchas medianas. La población del puerto es de pocos habitantes, y contiene en sus contornos buenas tierras cultivables, abundancia de maderas y terrenos carboníferos. Es asiento de municipio que comprende el territorio de las subdelegaciones de su nombre, de Paicaví y Curanilahue. Su nombre, formado de quidi y co, se encuentra inmutado en Quedico y Quirico.
Luis Risopatrón lo describe en su Diccionario Jeográfico de Chile de 1924:: 733 
Quidico (Rio) 38° 15' 73° 27' Procede de derrames de la falda W de la cordillera de Nahuelbuta, baja hacia el W i hace largos recodos al N i S, al través de un terreno algo desigual i selvoso i en valles mas o menos estrechos, que primitivamente estuvieron habitados por indíjenas; atraviesa la laguna de aquel nombre i se echa en la caleta de Quidico por tíos bocas, donde es vadeable, pero es hondo mas arriba i navegable por lanchas medianas. 2, 19, p. 84 (1629); 3, iv, p. 353 (Alcedo, 1788); 155, p. 615; i 156; i estero ce. 1, xxviii, carta 154; rio Quirico en 61, xx, p. 472 mapa i 479; i Cuedico en 66, p. 265 (Pissis, 1875).

## Población, economía y ecología
La cuenca del Quidico no tiene centros poblados con mayor población.: 74 